# 菅野義章
菅野 義章（すがの よしあき、1932年6月6日 - 2016年8月24日）は日本の政治家、弁護士、税理士。前橋市議（1期）、群馬県議（5期）、第74代群馬県議会議長を歴任した。

## 経歴
1932年6月6日、前橋市萱町（現千代田町）に生まれる。1951年、群馬県立前橋高等学校卒業。1958年、京都大学法学部卒業。京都大学では猪木正道に教えを受けた。1965年、司法試験に合格する。1968年、群馬弁護士会に所属して、菅野義章法律事務所を開設した。
1969年、前橋市議会議員選挙に立候補して初当選した。1971年、群馬県議会議員選挙立候補のため、市議を辞職した。同年の群馬県議会議員選挙では落選。1975年4月13日、前橋市選挙区から立候補して初当選を果たし、2期務める。1983年の第37回衆議院議員総選挙に立候補するも落選。1991年に県議会議員3選を果たして返り咲きを果たした。2000年5月30日から2001年5月29日まで第75代群馬県議会議長を務めた。県議会では自由民主党に所属した。2003年4月13日の群馬県議会議員選挙に立候補せず、引退。2016年8月24日に死去した。

## 発言
- 2001年4月5日、来賓として出席した群馬県警警察学校入校式で述べた祝辞の中で、「守られるべきは市民の基本的人権であって、犯罪者の基本的人権ではない」、「（警察官に危険が及んだ場合など）やむを得ない場合、正当防衛として犯人を射殺することをためらってはならない」などと発言した[7]。これに関して「天下に恥じるようなことは言っていない。自分の信念を率直に述べただけだ」と語っている[7]。一連の発言に対し同月6日、自民党、フォーラム群馬、共産党、公明党の4会派の代表者は議長に対して適切な対処や発言の撤回を申し入れた[8]。これに対して、同日「もう少し誤解を受けないような慎重な発言をすべきであったかと深く反省している」といったコメントを発表している[8]。結局、同年5月18日、議会運営委員会で発言について各会派に謝罪した[9]。
- 同年5月29日、本会議での議長退任あいさつにおいて日本の権力構造が三権分立であることを触れたことに続いて、「私は、第4の権力、しかも一番強いのはマスコミだと思っております。」や「これまで議長でもって言われるだけ言われてきて、何ら反撃できなかったけれども、今度は一議員として堂々と言いたいことも言える」などと述べた[10][注釈 1]。これに反発する議員の野次で騒然となった[10]。
- 同年10月1日、県議会の一般質問で事前の質問内容から逸脱して、4月の警察学校入校式での発言の経緯について延々と説明し、警察官の拳銃使用については面倒な条文がついている旨の発言をした[11]。また、集団的自衛権や共産主義に関する持論を展開し、議長の山口清から通告内容から逸脱しないように再三注意を受けた[11]。その後、議長から厳重注意を受けた[11]。
- 2002年9月30日、県議会の一般質問で北朝鮮の拉致問題や池田小での事件に触れながら「悪党に人権はないのであります」と発言した[12][注釈 1]。また、共産主義系や左翼社会党、その他の人々に関して「彼らは基本的人権の侵害を叫ぶことによって、客観的・結果的には、犯罪者の味方をしてきているものであると私は思います。」と発言した[12][注釈 1]。この発言に関して「基本的人権は水戸黄門の印籠じゃないけど、言えば何でも許されるというものではない。問答無用に何でも撃ち殺せというのではなく、犯罪者にも人権はあるが制限されたものだということだ」と語っている[12]。これに関して、同年10月10日に発言の取り消しを求める動議が採決されたが、共産党のみが賛成して否決された[13]。

## 人物
- 趣味は読書、格闘技、音楽[2]。群馬交響楽団の常務理事も務めた[1][2]。
- 弁護士として前橋婦人会、群馬県医師会、群馬県接骨師会、前橋歯科医師会の顧問弁護士を務めた[2]。
- 弁護士のほか税理士でもあった[2]。

## 栄典
- 2004年 - 旭日小綬章[1]
- 没後 - 従五位[6]